# Emine Sadiku Teichmann
Emine Sadiku Teichmann (Elbasan, ...) è una linguista, giornalista e scrittrice albanese.

## Biografia
Emine Sadiku Teichmann ha studiato presso l' Università di Tirana, per Lingua-Letteratura presso la Facoltà di Storia-Filologia. Dopo aver terminato gli studi, ha iniziato a lavorare come giornalista nel quotidiano "Voice of Youth". Ha scritto varie opere nel campo della linguistica, della stilistica linguistica, dell'insegnamento dell'albanese e del tedesco. Vive e lavora in Germania dal 1996.

## Atti
Emine si impegna attivamente nell'ambito accademico e scientifico, focalizzandosi sulla lessicologia, gli studi letterari, le questioni legate agli standard e alla cultura linguistica, e altre discipline correlate.

### Libri
| anno | Titolo                                                                     |
| ---- | -------------------------------------------------------------------------- |
| 1988 | Osservazioni sul lessico espressivo nella prosa di Ismail Kadare           |
| 1999 | Valenza verbale in albanese e tedesco                                      |
| 2000 | Kadareja - questo grande designer                                          |
| 2006 | Albanese come lingua straniera                                             |
| 2011 | Grammatica della lingua albanese, I, manuale                               |
| 2011 | Entra nell'universo della didattica (Compendio di opere linguistiche)      |
| 2015 | Dizionario grammaticale della lingua albanese                              |
| 2016 | Lingua albanese - metodo di apprendimento ed esercizio                     |
| 2016 | Tra grammatica e pragmatica                                                |
| 2017 | Esercizi di prova. Materiale per la verifica della conoscenza della lingua |
| 2019 | Grammatica dell'albanese come lingua straniera                             |
| 2020 | Gegehrishta settentrionale - Gegehrishta meridionale                       |

Ha anche contribuito alla creatività letteraria e artistica. Fin dai primi scritti ha manifestato uno stile letterario, stilistico e linguistico. Nei suoi libri, Emineja ha cercato di catturare il lato emotivo di paesaggi e personaggi.

### Finzione
| Anno | Titolo                                                   |
| ---- | -------------------------------------------------------- |
| 2009 | Irrevocabilis - romanzo                                  |
| 2010 | Quando fissavo il quadrato oscuro - raccolta di racconti |
| 2022 | Alla ricerca dell'abito totale - romanzo                 |

Emine ha scritto numerosi articoli su vari giornali dal 1968 ad oggi.

### Articoli
| Anno | Titolo                                                                            | Giornali                              |
| ---- | --------------------------------------------------------------------------------- | ------------------------------------- |
| 1968 | Vogliamo che i personaggi imparino                                                | "Novembre", Tirana                    |
| 1972 | Dalle pagine del romanzo al palcoscenico teatrale                                 | " Voce della Gioventù ", Tirana       |
| 1972 | Informazioni sul romanzo "L'inverno della grande solitudine"                      | "Voce della Gioventù", Tirana         |
| 1984 | Sulla monografia "Aspetti della fraseologia della lingua albanese" di Jani Thomai | " La nostra lingua ", Tirana          |
| 1987 | Lessico espressivo nella prosa artistica (cura dell'espressività delle parole)    | "La nostra lingua", Tirana            |
| 1988 | Espansione semantica nella narrativa                                              | "La nostra lingua", Tirana            |
| 1988 | Sulla designazione delle unità commerciali di cibo sociale                        | " Unione ", Tirana                    |
| 1988 | Sulla lingua delle lettere e dei documenti                                        | "Unione", Tirana                      |
| 1989 | Variazione sinonimo nella finzione                                                | "La nostra lingua", Tirana,           |
| 1990 | Nomi astratti nella prosa di Ismail Kadare                                        | " Studi filologici ", Tirana          |
| 1990 | Per una più ampia portata della sistica linguistica a scuola                      | " Rivista Pedagogica", Tirana         |
| 1996 | Fenomenologia ed estetica ricettiva                                               | Tirana                                |
| 1998 | Recitazione semantica nella narrativa                                             | Bollettino dell'Università di Elbasan |
| 1998 | Presupposti semantici nel sistema verbale della lingua albanese                   | Bollettino dell'Università di Elbasan |
| 2000 | Il fenomeno della concretizzazione nella prosa di Ismail Kadare                   | " L'apostrofo", Firenze               |
| 2000 | La frase in albanese e tedesco                                                    | "Dardania", Vienna                    |
| 2002 | Nomi derivati astratti nel dizionario albanese-greco di Kostandin Kristoforidih   | "Studi su Christoforidhi", Elbasan,   |
| 2002 | Differenze nel comportamento linguistico tra uomini e donne                       | Bollettino dell'Università di Elbasan |
| 2002 | Contrario della fraseologia in tedesco e albanese                                 | " Albanhellenica ", Atene             |
| 2013 | Grammatica dell'albanese come lingua straniera                                    | Tirana                                |
| 2014 | Problemi di terminologia nella teoria della valenza                               | Elbasan                               |
| 2016 | Kadare, lettura e interpretazione                                                 | Tirana                                |
| 2015 | Classificazione dei complementi nella grammatica di Kostaq Cipo                   | Elbasan                               |
| 2015 | Il rapporto linguaggio-pensiero in Remzi Përnaska                                 | Elbasan                               |
| 2016 | Il rapporto soggetto-rema nella sintassi di Mehmet Çelik                          | Elbasan                               |
| 2018 | Albanese agli occhi di un tedesco                                                 | "Albanon", Elbasan                    |
| 2018 | Si trova nel quadro dell'atto legislativo                                         | "Medio", Tirana                       |
| 2018 | Somiglianza nel lessico fraseologico delle lingue tedesca e albanese              | "Medio", Tirana                       |
| 2019 | Consumo semantico, fonte inesauribile di espressione                              | "Shejzat", Tirana                     |
| 2019 | Espressioni indicative con funzione anamnestica nella lingua albanese             | "Shejzat", Tirana                     |